# YSteC Be 2/6
De Be 2/6 is een elektrisch treinstel van het Stadler Rail type GTW met lagevloerdeel bestemd voor het regionaal personenvervoer van de Chemin de fer Yverdon-Ste-Croix (YSteC).

## Geschiedenis
Deze treinen zijn in de 20e eeuw door Stadler Rail ontwikkeld. De treinen zijn modulair gebouwd.
De treinen werden door Chemin de fer Yverdon-Ste-Croix (YSteC) besteld bij Stadler Rail.
Op 1 januari 2002 fuseerde de Transport Vallée de Joux, Yverdon-les-Bains, Ste. Croix (YSteC) gefuseerde met de Chemin de fer Pont-Brassus (PBr) en de Transports publics Yverdon-Grandson (TPYG) onder de naam Transport Vallée de Joux, Yverdon-les-Bains, Ste. Croix (TRAVYS).

## Constructie en techniek
Het treinstel is opgebouwd uit rijtuigen met een aluminium frame en een frontdeel van GVK. Het treinstel heeft een lagevloerdeel. Deze treinstellen kunnen tot drie stuks gecombineerd rijden. De treinstellen zijn uitgerust met luchtvering. Verdere werden buffers geplaatst om onder meer rijtuigen mee te kunnen nemen.

## Treindiensten
Deze treinen worden door TRAVYS ingezet op het volgende traject.
- Yverdon-les-Bains - Ste-Croix

## Foto's

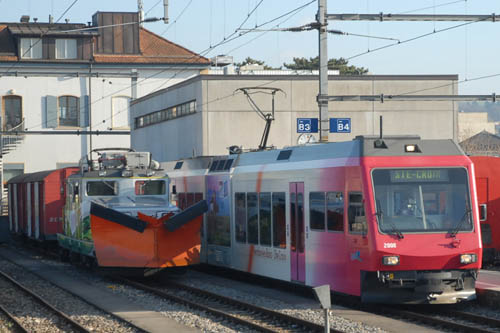
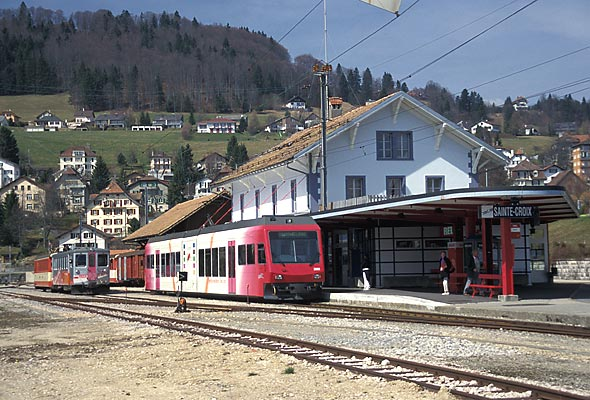